# Râul Valea Botei
Râul Valea Botei este un curs de apă, afluent al râului Sebeș. 